# Episodi di Power Rangers Dino Charge (seconda stagione)
La seconda stagione della serie televisiva Power Rangers Dino Charge, chiamata Power Rangers Dino Super Charge, è composta da 22 episodi, andati in onda negli Stati Uniti dal 30 gennaio al 10 dicembre 2016 su Nickelodeon.
| nº | Titolo originale                     | Titolo italiano                | Prima TV USA      | Prima TV Italia |
| -- | ------------------------------------ | ------------------------------ | ----------------- | --------------- |
| 1  | When Evil Stirs                      | Quando il male si agita        | 30 gennaio 2016   |                 |
| 2  | Forgive and Forget                   | Perdona e dimentica            | 6 febbraio 2016   |                 |
| 3  | Nightmare in Amber Beach             | Incubi                         | 13 febbraio 2016  |                 |
| 4  | A Date with Danger                   | Appuntamento con il pericolo   | 20 febbraio 2016  |                 |
| 5  | Roar of the Red Ranger               | Il ruggito del Red Ranger      | 27 febbraio 2016  |                 |
| 6  | Forged Under Fire                    | Non si scherza col fuoco       | 5 marzo 2016      |                 |
| 7  | Home Run Koda                        | Home Run Koda                  | 19 marzo 2016     |                 |
| 8  | Riches and Rags                      | Avidità                        | 26 marzo 2016     |                 |
| 9  | Besties 4Eva!                        | Migliori amici per sempre      | 20 agosto 2016    |                 |
| 10 | Gone Fishin                          | Andiamo a pescare!             | 27 agosto 2016    |                 |
| 11 | Love at First Fight                  | Amore al primo scontro         | 3 settembre 2016  |                 |
| 12 | Catching Some Rays                   | Il sole è fantastico           | 10 settembre 2016 |                 |
| 13 | Recipe for Disaster                  | Ricetta per un disastro        | 24 settembre 2016 |                 |
| 14 | Silver Secret                        | Segreto d'argento              | 1 ottobre 2016    |                 |
| 15 | Wings of Danger                      | Le ali del pericolo            | 15 ottobre 2016   |                 |
| 16 | Freaky Fightday                      | Scambio di corpi               | 22 ottobre 2016   |                 |
| 17 | Worgworld                            | Il mondo di Worg               | 29 ottobre 2016   |                 |
| 18 | The Rangers Rock!                    | Distruggere l'Energemma oscura | 5 novembre 2016   |                 |
| 19 | Edge of Extinction                   | In via di estinzione           | 12 novembre 2016  |                 |
| 20 | End of Extinction                    | L'estinzione è finita          | 19 novembre 2016  |                 |
| 21 | Trick or Trial (Speciale Halloween)  | Dolcetto o scherzetto          | 8 ottobre 2016    |                 |
| 22 | Here Comes Heximas (Speciale Natale) | Arriva Heximas!                | 10 dicembre 2016  |                 |

## Quando il male si agita
- Titolo originale: When Evil Stirs
- Diretto da: Peter Burger
- Scritto da: Becca Barnes, Chip Lynn

### Trama
Il malvagio Heckyl, ex sgherro di Sledge, acquisisce le sue forze del male: egli ha un alter ego che appare incontrollatamente, Snide. Heckyl si fa assumere al bar del museo di dinosauri di Amber Beach senza rivelare la sua identità. I Power Rangers si riuniscono per sconfiggere nuovamente Iceage.

## Perdona e dimentica
- Titolo originale: Forgive and Forget
- Diretto da: Peter Burger
- Scritto da: Becca Barnes, Alwyn Dale, Chip Lynn

### Trama
I Rangers combattono contro Stingrage, un mostro inviato da Snide contro la volontà della sua controparte, Heckyl, il quale scopre il covo dei Rangers. Stingrage versa il suo veleno nelle acque della città e fa perdere la memoria a tutti, ma Kendall produce un antidoto distribuito da Riley a tutti. I Rangers sconfiggono Stingrage.

## Incubi
- Titolo originale: Nightmare in Amber Beach
- Diretto da: Peter Burger
- Scritto da: Becca Barnes, Alwyn Dale, Chip Lynn

### Trama
Heckyl invia Nightmare a combattere i Rangers, un mostro che fa addormentare le persone. Per non addormentarsi i ragazzi rimangono svegli, indebolendosi. Heckyl/Snide viene smascherato.

## Appuntamento con il pericolo
- Titolo originale: A Date with Danger
- Diretto da: Karl Zwicky
- Scritto da: Marc Handler, Chip Lynn

### Trama
Il mostro Singe si unisce al gruppo dei malvagi, entrando subito in urto con Fury. Chase conosce Kayle, una ragazza che annoia parlandole solo di skate. La ragazza si invaghisce del Black Ranger così Chase, trasformato in esso, raccoglie informazioni sul suo interesse, lo spazio e l'astronomia. Dopo la battaglia dei Rangers contro Singe, Kayle gli dà una seconda opportunità. 

## Il ruggito del Red Ranger
- Titolo originale: Roar of the Red Ranger
- Diretto da: Karl Zwicky
- Scritto da: Becca Barnes, Alwyn Dale, Chip Lynn

### Trama
Heckyl fa in modo che il computer di Kendall riceva un virus, che si trasmette all'Energemma Rossa. Il virus fa convincere Tyler di essere un vero T-Rex, ma viene salvato dal misterioso Aqua Ranger che si scopre essere suo padre James, perduto da dieci anni. Il gruppo sconfigge il mostro Ninja. Tyler e James (rimasto giovane grazie ai poteri dell'Energemma) ricominciano a legare.

## Non si scherza col fuoco
- Titolo originale: Forged Under Fire
- Diretto da: Karl Zwicky
- Scritto da: Ann Austen, Becca Barnes, Chip Lynn

### Trama
James Navarro conosce tutti gli altri Rangers. Insieme sconfiggono Singe. James si allontana dal gruppo alla ricerca dell'Energemma Argento.

## Home Run Koda
- Titolo originale: Home Run Koda
- Diretto da: Michael Duignan
- Scritto da: Becca Barnes, Chip Lynn

### Trama
I Rangers tentano di insegnare gli sport a Koda ma, un attacco del mostro Gameface, fa sì che la forza da cavernicolo del ragazzo venga notata dall'allenatore della squadra di baseball cittadina: Koda viene ingaggiato, allenato da Riley e diventa famoso per i suoi continui home run. Gli altri Rangers scoprono che Koda è un campione a causa della mazza di Gameface, truccata per essere esplosiva. Il gruppo si scontra con il nemico e infine Koda si rende conto di essere un campione a prescindere dalla mazza da baseball.

## Avidità
- Titolo originale: Riches and Rags
- Diretto da: Michael Duignan
- Scritto da: Becca Barnes, Alwyn Dale, Chip Lynn

### Trama
Il mostro Spelldigger tenta i Rangers con del denaro incantato che li rende avidi, ma viene sconfitto. Ivan ha distrutto un abito regale preziosissimo di proprietà di mister Smith, per ripagare il quale inizialmente sembra necessario vendere il museo. Ivan chiede in banca di ritirare un lingotto d'oro depositato 800 anni fa ma, mostrando la spada, crea il caos. Sconfitto Spelldigger, interviene Phillip III che porta un assegno della Banca di Zandar, frutto degli interessi di 800 anni sul lingotto depositato, che ripagano il debito a mister Smith.

## Migliori amici per sempre
- Titolo originale: Besties 4Eva!
- Diretto da: Michael Duignan
- Scritto da: Becca Barnes, Alwyn Dale

### Trama
Shelby presenta al gruppo Erin, una sua amica di vecchia data con il vizio di appropriarsi dei meriti altrui. Sulla Terra scende il mostro Halfbake e Erin si prende il merito di averlo sconfitto, dichiarandosi Pink Ranger, con tanto di intervista televisiva. Questo porta Halfbake a rapirla, spingendo i Rangers a correre a salvarla e sconfiggere il mostro. Infine Erin chiede scusa a Shelby per tutte le volte in cui si è appropriata di un suo merito.

## Andiamo a pescare!
- Titolo originale: Gone Fishin
- Diretto da: Michael Duignan
- Scritto da: Becca Barnes, Alwyn Dale, Chip Lynn

### Trama
Riley e suo fratello Matt vanno a pescare. Nel frattempo arriva dallo spazio un messaggio dal Power Ranger Silver che avvisa che lo Zord Titano, l'ultimo mancante, è sulla Terra, ma la comunicazione si interrompe. Singe fa il doppiogioco: il suo misterioso capo conosce l'ubicazione dello Zord Titano. La battaglia avviene sulle rive del lago dove esso è custodito e infine evocato, per salvare Matt dalla prigionia dei mostri. Singe fugge da Heckyl e raggiunge il suo capo.

## Amore al primo scontro
- Titolo originale: Love at First Fight
- Diretto da: Michael Duignan
- Scritto da: Ann Austen, Becca Barnes, Chip Lynn

### Trama
Il mostro Beautycruel si trasforma in una bella ragazza e infatua Tyler tramite una magica tavoletta da make-up per ottenerne l'Energemma. Chase la corteggia ma viene visto dalla sua fidanzata Kayle mentre si trasforma in Black Ranger. Dopo il combattimento, i due si confrontano e la ragazza ammette la scoperta, con sollievo di Chase per non doverle più nascondere quella parte di vita. Arriva infine un nuovo messaggio dal misterioso Silver Ranger che invita il gruppo nello spazio per essere aiutato.

## Dolcetto o scherzetto
- Titolo originale: Trick or Trial
- Diretto da: Michael Duignan
- Scritto da: Becca Barnes, Alwyn Dale, Chip Lynn

### Trama
Episodio speciale di Halloween.
I Rangers sono convocati dal tribunale intergalattico per rispondere dei loro "crimini": a testimoni sono evocati i vari sgherri nemici affrontati in passato. L'arrivo di Kendall mostra a tutti che la giuria era corrotta perché composta da altri sgherri.

## Il sole è fantastico
- Titolo originale: Catching Some Rays
- Diretto da: Peter Burger
- Scritto da: Becca Barnes, Alwyn Dale, David McDermott

### Trama
Viene trovata una misteriosa lente in una grotta, la stessa che Koda abitava nel Paleolitico. Dalla grotta fuoriesce un mostro che potenzia le onde solari e rende tutti gli umani distratti e vacanzieri, tranne Koda e Kendall. Annullato l'effetto del Sole grazie alla lente e sconfitti i mostri, il Silver Ranger contatta il gruppo richiedendo i dati dei loro Zord per essere aiutato a distruggere l'Energemma Oscura, antitesi malvagia delle altre. Il gruppo si interroga se inviare questi segreti preziosi ad uno sconosciuto.

## Un nemico per Heckel
- Titolo originale: Recipe for Disaster
- Diretto da: Peter Burger
- Scritto da: Becca Barnes, Alwyn Dale, Chip Lynn

### Trama
Singe torna sulla Terra e si confronta con Heckyl assieme al suo capo: Lord Arkanon. Heckyl si trasforma in Snide e combatte contro il suo nemico a bordo di Fortress mentre Arkanon e i suoi sgherri attivano gli Zord. Dopo uno scontro tra di loro intervengono i Rangers che sconfiggono Snide/Heckyl a bordo di Fortress, il quale, alla fine, verrà soggiogato da Lord Arkanon che eredita tutte le sue forze del male. I Rangers si interrogano su come abbia fatto Arkanon ad attivare gli Zord, visto che solo un'altra persona ha questa informazione: il Silver Ranger.

## Segreto d'argento
- Titolo originale: Silver Secret
- Diretto da: Riccardo Pellizzeri
- Scritto da: Becca Barnes, Alwyn Dale, Chip Lynn

### Trama
Il Silver Ranger contatta il gruppo che lo raggiunge: costui dapprima li attacca, poi ha un momento di crisi e infine rivela la sua identità: trattasi di Zenowing, allievo di Keeper, ma all'interno del suo corpo vi è anche il malvagio Dunewing (che li aveva attaccati) a causa di un incantesimo di Arkanon. Tratto Dunewing in inganno, i Ranger separano le due identità in due corpi con un dispositivo costruito da Kendall. Zenowing raggiunge quindi la base dei Rangers mentre Dunewing ha ancora l'Energemma Argento, ma non può usarla.

## Le ali del pericolo
- Titolo originale: Wings of Danger
- Diretto da: Riccardo Pellizzeri
- Scritto da: Becca Barnes, Alwyn Dale, Chip Lynn

### Trama
Arkanon trama per ricongiungere Dunewing a Zenowing e ottenere l'Energemma Argento, così fa resuscitare tutti i mostri precedentemente sconfitti dai Rangers. Se inizialmente scettico verso i ragazzi, Zenowing capisce il valore del lavorare assieme. I Rangers e Zenowing combattono contro gli sgherri malvagi e Dunewing, sconfiggendoli. Il Silver Ranger si unisce ufficialmente alla squadra. Eckyl si libera e ha una visione: fu proprio Lord Arkanon ad attaccare il suo pianeta natìo, Sentai 6, per ottenere l'Energemma Oscura: con essa il Lord l'ha trasformato nel malvagio Snide.

## Scambio di corpi
- Titolo originale: Freaky Fightday
- Diretto da:  Riccardo Pellizzeri
- Scritto da: Becca Barnes, Alwyn Dale, Chip Lynn

### Trama
Ivan conosce il suo discendente, che imbratta i muri del museo ma è un bravo artista, pur non capendone lo stile.
Lord Arkanon invia contro i Rangers il Professore, che scambia loro le personalità all'interno dei corpi: viene sconfitto con difficoltà.
Snide chiede ad Arkanon di essere scisso da Eckyl con lo stesso congegno usato dai Rangers per separare Dunewing da Zenowing: Eckyl, ora solo, viene imprigionato nuovamente.

## Il mondo di Worg
- Titolo originale: Worgworld
- Diretto da: Michael Duignan
- Scritto da: Becca Barnes, Alwyn Dale, Chip Lynn

### Trama
Lord Arkanon invia un mostro che soggioga la città con una musica demoniaca. I Rangers lo sconfiggono, nonostante l'uso dell'Energemma Oscura.
Arkanon, sconfitto, viene a sua volta soggiogato da Sledge, che lavorava per lui come cacciatore di taglie. Eckyl ora è libero e l'Energemma Oscura passa a Sledge.

## Distruggere l'Energemma oscura
- Titolo originale: The Rangers Rock!
- Diretto da: Michael Duignan
- Scritto da: Becca Barnes, Alwyn Dale, Chip Lynn

### Trama
Sledge e Snide ora sono alleati. Attaccano i Rangers, ora finalmente al completo, che tuttavia vengono aiutati da Eckyl.
Zenowing spiega a Shelby di essere lui il fautore degli Zord: con la stessa tecnologia, Shelby riesce a realizzare lo Spino Zord, basato sullo spinosauro e legato a Keeper.

## In via di estinzione
- Titolo originale: Edge of Extinction
- Diretto da: Britta Hawkins
- Scritto da: Becca Barnes, Alwyn Dale, Chip Lynn

### Trama
Sledge e Snide inviano dei Greenzilla a New York, in Cina, a Londra e nelle Hawaii.
Eckyl è convinto di morire a breve così partecipa ad eventi adrenalinici, convertendosi infine al bene e aiutando i Rangers nella sconfitta di Snide.
Sledge sposa la sua amata Poisandra, ma l'Energemma Oscura che incastonava l'anello di nozze è finita sulla Terra. Eckyl è ufficialmente parte del team per sconfiggere i nemici. 

## L'estinzione è finita
- Titolo originale: End of Extinction
- Diretto da: Britta Hawkins
- Scritto da: Becca Barnes, Alwyn Dale, Chip Lynn

### Trama
Tutti i Rangers ed Eckyl combattono contro Sledge, che intanto ha impiantato altre uova di Greenzilla e sta spostando l'orbita della Terra. L'intervento di tutti gli umani contrasta l'attacco ma crea un buco nero in cui la Terra viene risucchiata. I Rangers lanciano le Energemme nello spazio, il cui potere combinato li rimanda indietro nel tempo, quando Keeper potò le Energemme sulla Terra.
Il loro intervento e il successivo combattimento porta tutto alla normalità. Koda può tornare nella sua era, così anche Ivan. Eckyl diventa Custode dell'Energemma Oscura affinché nessuno la usi.
I cambiamenti temporali hanno fatto sì che, ai giorni nostri, i dinosauri sono ancora vivi nello Zoo di Amber Beach.

## Arriva Heximas!
- Titolo originale: Here Comes Heximas
- Diretto da: Michael Duignan
- Scritto da: Becca Barnes, Alwyn Dale, Chip Lynn

### Trama
Episodio speciale di Natale.
I Power Rangers vengono nuovamente convocati da babbo Natale per salvare la festa, riuscendoci.